# Merenje inteligencije
Merenje inteligencije podrazumeva kreiranje testa sposobnosti kojim se meri specifični konstrukt intelektualnih potencijala koji nisu direktna posledica učenja i vežbanja. Testovi sposobnosti mogu biti individualni, koji se zadaju jednoj osobi u momentu merenja, ili grupni, koji se istovremeno zadaju grupi ispitanika.

## Kratka istorija testova sposobnosti
Kada su 1904. godine dobili molbu francuskog ministarstva prosvete da naprave test kojim bi mogli da identifikuju decu koja bi imala teškoće u praćenju redovne nastave, Alfred Bine i Teodor Simon su konstruisali Bine-Simonov test, koji se smatra prvim testom inteligencije.
Bine-Simonov test je prilagođen i standardizovan za korišćenje i u Srbiji. 